# Johannes Schmier
Johannes Schmier (* 18. Februar 1922 in Magdeburg; † 29. Juli 1976 in Italien) war ein deutscher Physiologe und Hochschullehrer.

## Leben und Wirken
Nach dem Schulabschluss studierte er nach Einsatz im Zweiten Weltkrieg und schwerer Verwundung ab 1942 Medizin an der Universität Göttingen und promovierte 1949 zum Dr. med. 1957 wurde er Privatdozent an der Universität Heidelberg, wo er 1960 zum außerplanmäßigen Professor für Physiologe des Herzens und des Kreislaufes ernannt wurde. Gleichzeitig war er Mitarbeiter des Max-Planck-Instituts für medizinische Forschung. Er war Mitglied der Deutschen Gesellschaft für Kreislaufforschung und der Vereinigung der Naturforscher und Ärzte. 1965 wurde er zum Oberarzt und 1972 zum ordentlichen Professor ernannt. Im Sommer 1976 starb er im Alter von 54 Jahren während eines Aufenthaltes in Italien.

## Schriften (Auswahl)
- (mit Walter Meesmann): Über das Versagen des Herzens bei überkritischer Coronardrosselung. In: Pflügers Archiv 261 (1955), S. 41–47.
- Gegenwärtiger Stand der experimentellen Arbeiten zum „Milz-Leber-Mechamismus“. o. J. [1966].
- (mit P. Rentrop und H. D. Schmidt): Shock Resulting from Extreme Hemodilution. The Dependence of Tolerance on the Blood Fluid Substitute. In: Biblthca haemat. 33 (1969), S. 254–260.
- (mit Oskar Eichler): Experimental Production of Diseases. 1975.